# Saftladen
Als Saftladen bezeichnet man im Allgemeinen abfällig Geschäfte oder Dienstleistungsbetriebe, die ein zu geringes, wenig nützliches oder minder qualitatives Waren- und/oder Preisleistungsangebot führen, eine schlechte Gegenleistung erbracht haben, deren Mitarbeiter unfreundlich und/oder inkompetent sind oder die generell in schlechtem oder zumindest zweifelhaftem Ruf stehen. Mitunter wird der Begriff auch nur scherzhaft oder umgangssprachlich lässig gebraucht, ohne eine wirkliche Abwertung ausdrücken zu wollen.
Läden, die frisch gepresste Säfte oder eine große Auswahl an (Bio-)Säften in Flaschen anbieten, also eher Hochpreisprodukte, verwenden bisweilen – das abwertende Wort zu seinen Kompositionsbestandteilen hin umdeutend – diesen Namen. Zur Werbung tritt der Begriff auch in Firmennamen und Slogans auf.

## Etymologie
Laut Heinrich Dingeldein vom Marburger Forschungsinstitut für deutsche Sprache finden sich die ersten sprachlichen Belege für diesen Ausdruck im 19. Jahrhundert im Gebiet von Berlin als spaßige Bezeichnung für eine Apotheke. Zu Beginn des 20. Jahrhunderts übertrug sich der Begriff auf Likörgeschäfte, Destillen, Bierbars, Spelunken – und von dort auf alles mit derart zweifelhaftem Ruf.